# عمارة العصور الوسطى
عمارة العصور الوسطى هو مصطلح يستخدم لوصف الطرز المعمارية المختلفة التي كانت منتشرة في العصور الوسطى.

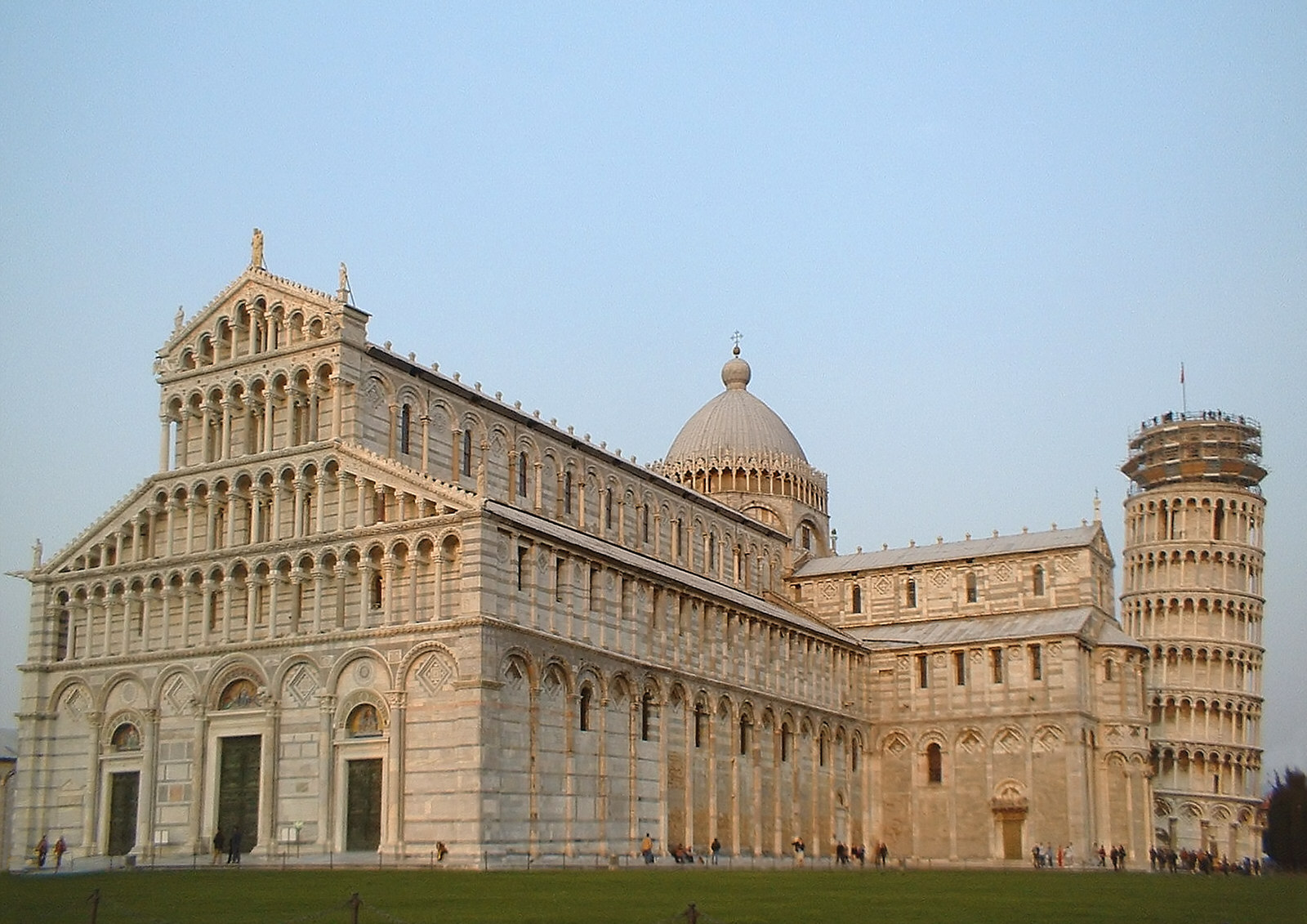
كاتدرائية بيزا والبرج المائل بإيطاليا, أحد معالم الفترة الرومانسيكية بأوروبا

## العمارة الدينية
و هي عمارة الكنائس والكاتدرائيات التي كانت منتشرة بشكل كبير في هذه الفترة ومحاولة لرصد ملامحها, عند النظر للمساقط الأفقية لهذه الفترة نجد نوعين بصفة أساسية: الأول هو الصليب اللاتيني (يزيد طرفه السفلي عن بقية أضلاعه المتساوية) كالبازليكا الرومانية, وتتكون من صحن رئيسي وممرين يمثلون نصف مساحتها على جانبيها ويقع المذبح في النهاية البعيدة أو رأس الصليب.

الثاني هو الطراز الذي يميل للبيزنطية من القباب والصليب اليوناني (علامة زائد) مركزا المذبح في هذا المسقط في مركز الكنيسة.

## العمارة الرومانيسكية
حينما بدأت الإمبراطورية الرومانية في الاضمحلال, وبدأ الطراز الرومانسكي في الظهور في أقطار غرب أوروبا والتي كانت لا تزال تحت سيطرة روما, وحددت المواقع الجغرافية لهذه البلاد كثير من مظاهر الطراز وخصائصه. وفضلا عن أن هذا الطراز من أصل روماني حيث أشتق اسمه, فإنه يدين بعض الشئ إلى العمارة البيزنطية, ولا ريب أن وجود الكثير من المباني الرومانية في إيطاليا وجنوب فرنسا كان له أكبر الأثر على معالم العمارة الرومانسكية في هذه المنطقة, حيث يضعف هذا التأثير في شمال فرنسا وألمانيا وإنجلترا لعدم وجود مباني رومانية في هذه المناطق.

## العمارة القوطية

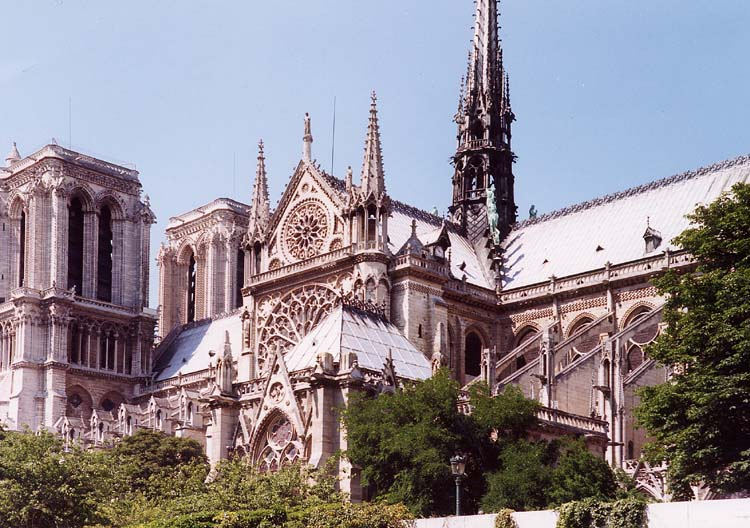
كاتدرائية نوتردام بباريس, بدأ بنائها عام 1163 وتمثل طراز العمارة القوطية وبداية لبناء الكاتدرائيات الضخمة.

هي امتداد طبيعي للعمارة الرومانسكية, والاسم الفعلي للجزء الثاني لعمارة العصور الوسطى, وسميت بهذا الاسم خلال القرن ال17 بواسطة المهندس كريستوفر رن لتحديد نهاية عصر العمارة الكلاسيكية للقرن ال12 ويعتبر تطور لجميع العناصر المعمارية في العصر الرومانسكي بالإضافة إلى استحداث بعض العناصر.